# Pușcași (okręg Prahova)
Pușcași – wieś w Rumunii, w okręgu Prahova, w gminie Bărcănești. W 2011 roku liczyła 413 mieszkańców.